# Dissorophus
Dissorophus és un gènere d'amfibi prehistòric extint que visqué entre l'Asselià i el Kungurià. Se n'han trobat restes fòssils a Texas (Estats Units).

## Taxonomia
- † Dissorophus multicinctus